# Warp Drive
A Warp Drive utca az Amerikai Egyesült Államok Virginia államában, a Loudoun megyei Sterlingben. Az utca neve szójáték. Angol nyelven a drive főnév széles körben elterjedt jelentése utca (ebben a jelentésében elsősorban nem önállóan, hanem utcanevek részeként használják). Azonban a drive másik jelentése hajtómű, és a szó ebben a jelentésben szerepel a Star Trek tudományos-fantasztikus univerzumban, ahol a fénysebességnél gyorsabb űreszközök hajtóművét, a térhajtóművet nevezik angolul warp drive-nak. A Warp Drive tehát egyszerre szabályos utcanév ('Warp utca') és a térhajtómű elnevezése. Az utcában található az Orbital Sciences Corporation, űreszközök gyártásával foglalkozó vállalat központja – a Warp Drive a cég kérésére kapta ezt a nevet.

## Elhelyezkedése

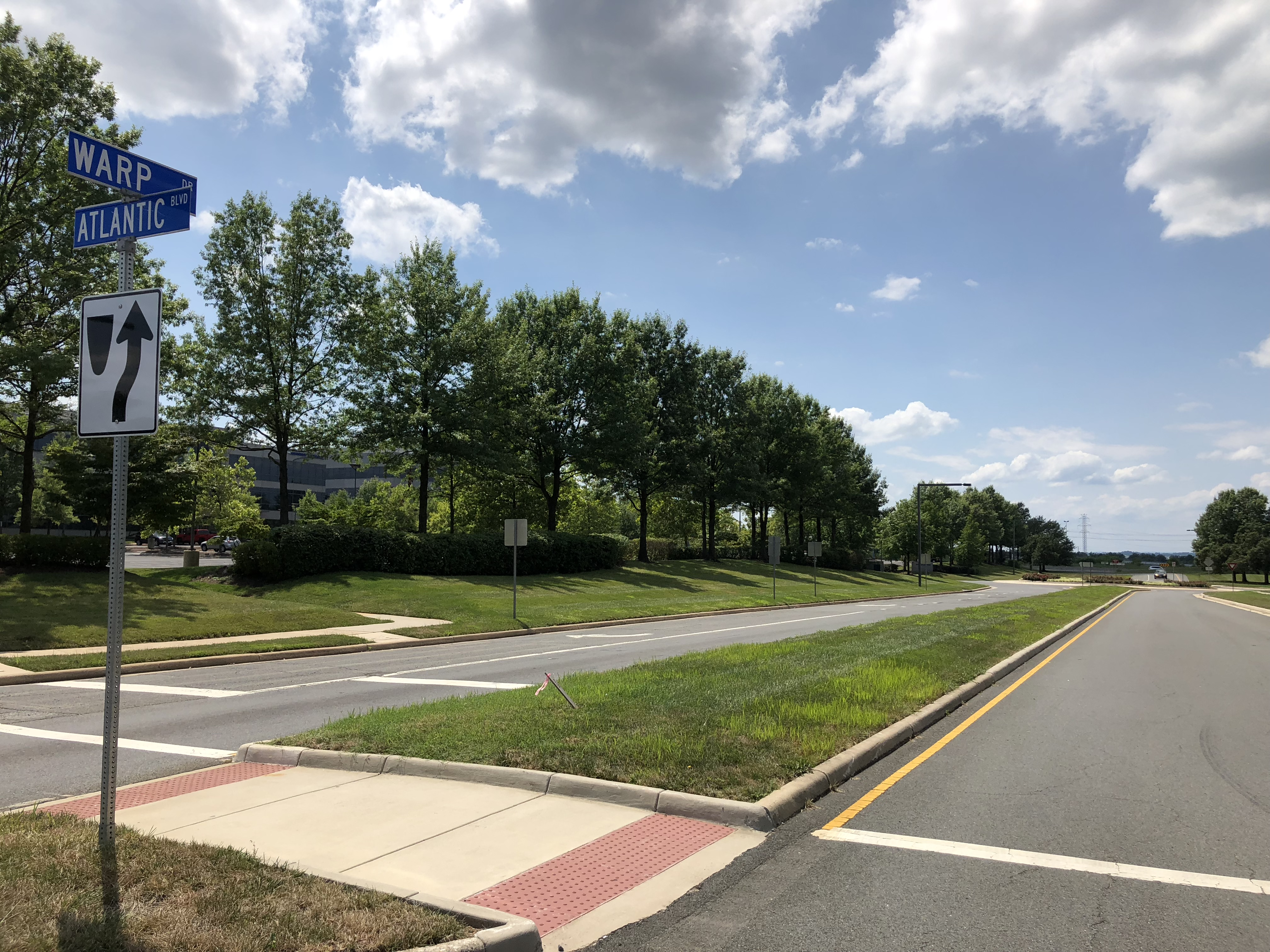
A Warp Drive az Atlantic Boulevard felől nézve

A Warp Drive a Washingtoni agglomeráció részét képző Sterlingben található, a virginiai Loudoun megye keleti szélén, a Fehér Háztól mintegy 37 kilométerre nyugat-északnyugatra. Az utca közelében (körülbelül 6 kilométerre délre) van a Washington Dulles nemzetközi repülőtér, és a Wikimédia Alapítvány elsődleges adatközpontja (nagyjából 2 kilométerre nyugatra). A mintegy 100 méter hosszúságú utca egyik végén az Atlantic Boulevard-hoz csatlakozik, a másik vége pedig egy körforgalomba torkollik, amelyen keresztül nyugat felé a Virginia 28-as országúthoz déli és északi irányban pedig az Orbital parkolóihoz kapcsolódik.
A kétszer két sávos közutat fűsáv osztja ketté. Az Atlantic Boulevard-hoz való balesetmentes csatlakozást és a gyalogosok átkelését közlekedési jelzőlámpák biztosítják. Az utcát gyalogjárda és fasor szegélyezi.

## Az elnevezés eredete

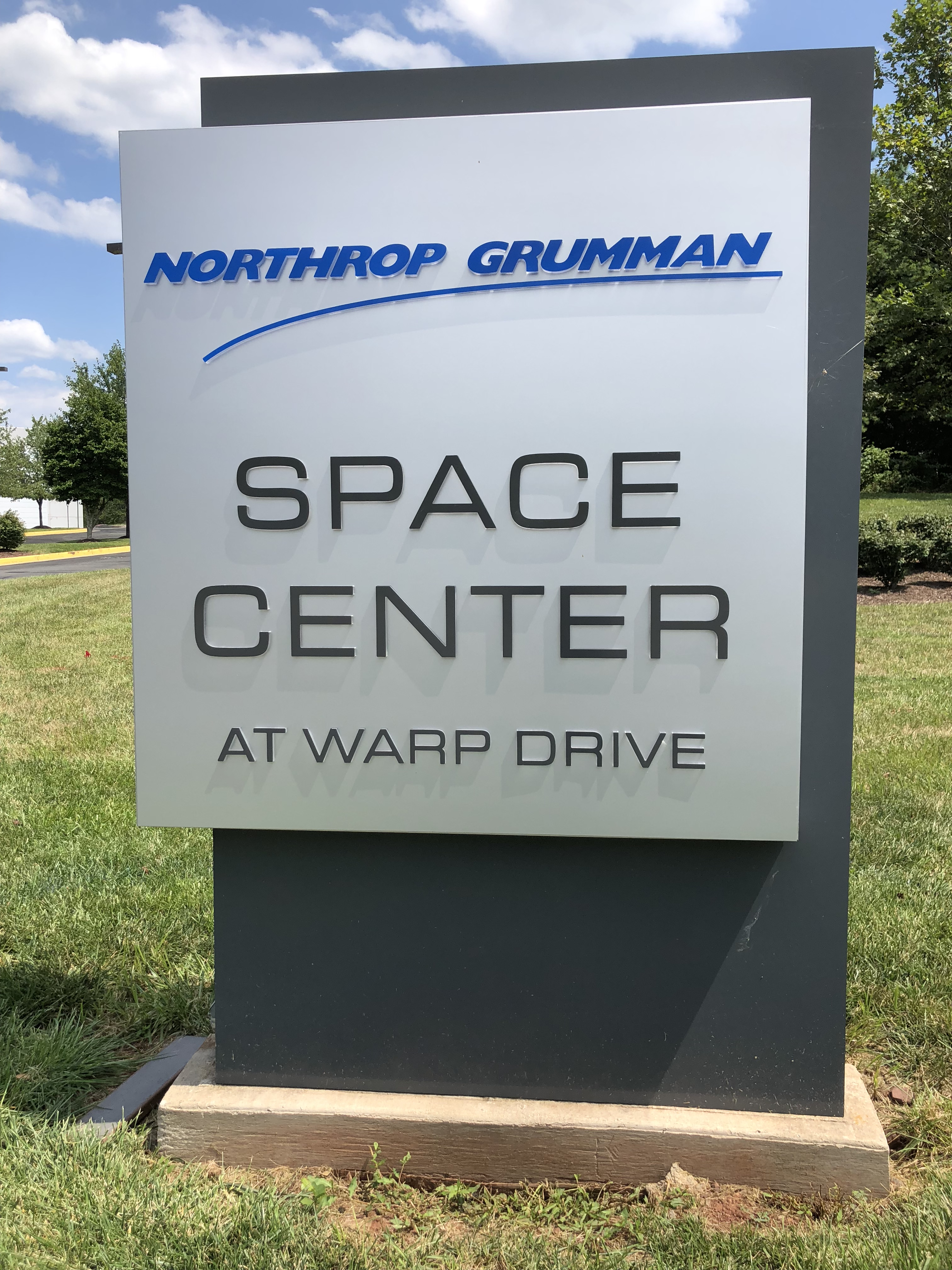
A Northrop Grumman űrközpontja a Warp Drive-ban

Az Orbital Sciences Corporation, űreszközök gyártásával foglalkozó vállalat 1993-ban költözött Sterlingbe, a mai Warp Drive-ban lévő irodaközpontba. Az utca neve akkor még Steeplechase Drive volt. A cég 2011 végén fordult a Loudoun megyei önkormányzathoz, hogy az nevezze át az utcát a – lóversenyzéssel kapcsolatos – Steeplechase-ről a cég profilját jobban tükröző Warp névre. A megyei önkormányzati testület tagjai, akik között Star Trek-rajongó is volt, 2011. december 6-i ülésükön adták hozzájárulásukat az átnevezéshez. A támogató szavazás egyhangú volt. A cég vállalta, hogy az új utcanévtáblák felállításának mintegy 500 dolláros költségét megtéríti a megyének.
Ennek kapcsán a Patch című helyi lap rámutatott, hogy a névváltás, amely a lóversenyzésről az űrhajózásra változtatta az utca névadóját, tükrözi a megye fejlődését és földrajzi megosztottságát. A megyének a fővárostól távolabb eső, nyugati része ugyanis vidékies, mezőgazdasági és állattenyésztési fókuszú, miközben a megye keleti része számos modern, technológiai irányultságú cégnek ad otthont.
2018 júniusában, miután a Northrop Grumman hadiipari óriáscég 7,8 milliárd dolláros áron megvásárolta az Orbitalt, a cég neve Northrop Grumman Innovation Systemsre változott. A leányvállalat központja helyben maradt; a Warp Drive-ról nyíló bejáratnál tábla jelzi, hogy ott található a Northrop Grumman „űrközpontja”.